# Campsidium
Campsidium Seem., es un género monotípico  de árboles pertenecientes a la familia Bignoniaceae. Su única especie, Campsidium valdivianum, es originaria de Chile, donde se la conoce como boqui (o voqui) de canasta, ya que se usa principalmente como materia prima para confección de cestería artesanal.

## Descripción
Es un bejuco, sin zarcillos. Hojas pinnadas compuestas, con 4 a 7 pares de folíolos, de hasta 3,5 cm de largo, elípticos, glabros, margen denticulado. Las inflorescencias se presentan  en racimos terminales, con pedicelos de hasta 2 cm de longitud. Cáliz campanulado, de color verde-purpúreo. Corola tubulosa, de color rojo. El fruto es una cápsula elipsoide, comprimida, de alrededor de 10 cm de largo, con semillas aladas, elípticas.

## Taxonomía
Campsidium valdivianum fue descrito por (Phil.) W.Bull  y publicado en Retail List of Beautiful & Rare Plants, London 59: 4. 1871.
Sinonimia
- Campsidium chilense Reissek & Seem.
- Campsidium valdivianum (Phil.) Skottsb.
- Gelseminum valdivianum (Phil.) Kuntze
- Tecoma chilensis (Reissek & Seem.) N.E.Br.
- Tecoma mirabilis Van Houtte
- Tecoma valdiviana Phil.	basónimo
- Tecomaria valdiviana (Phil.) Kranzlin[4][5]